# جوآن وولارد
جوآن وولارد (انگلیسی: Joanne Woollard) یک کارگردان هنری اهل بریتانیا است. وی به خاطر فیلم گرانش کاندید جایزه اسکار شد.